# Kellnerlauf

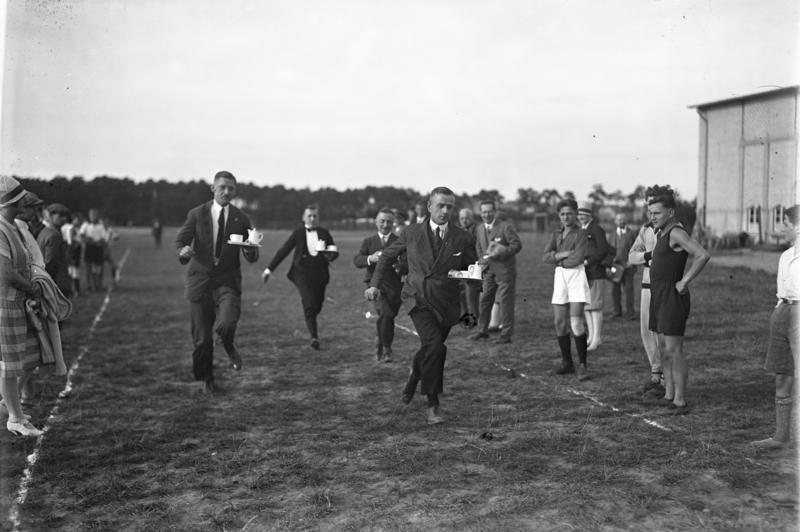
Kellnerlauf in Deutschland, über 100 Meter. Bild aus dem Jahr 1930.

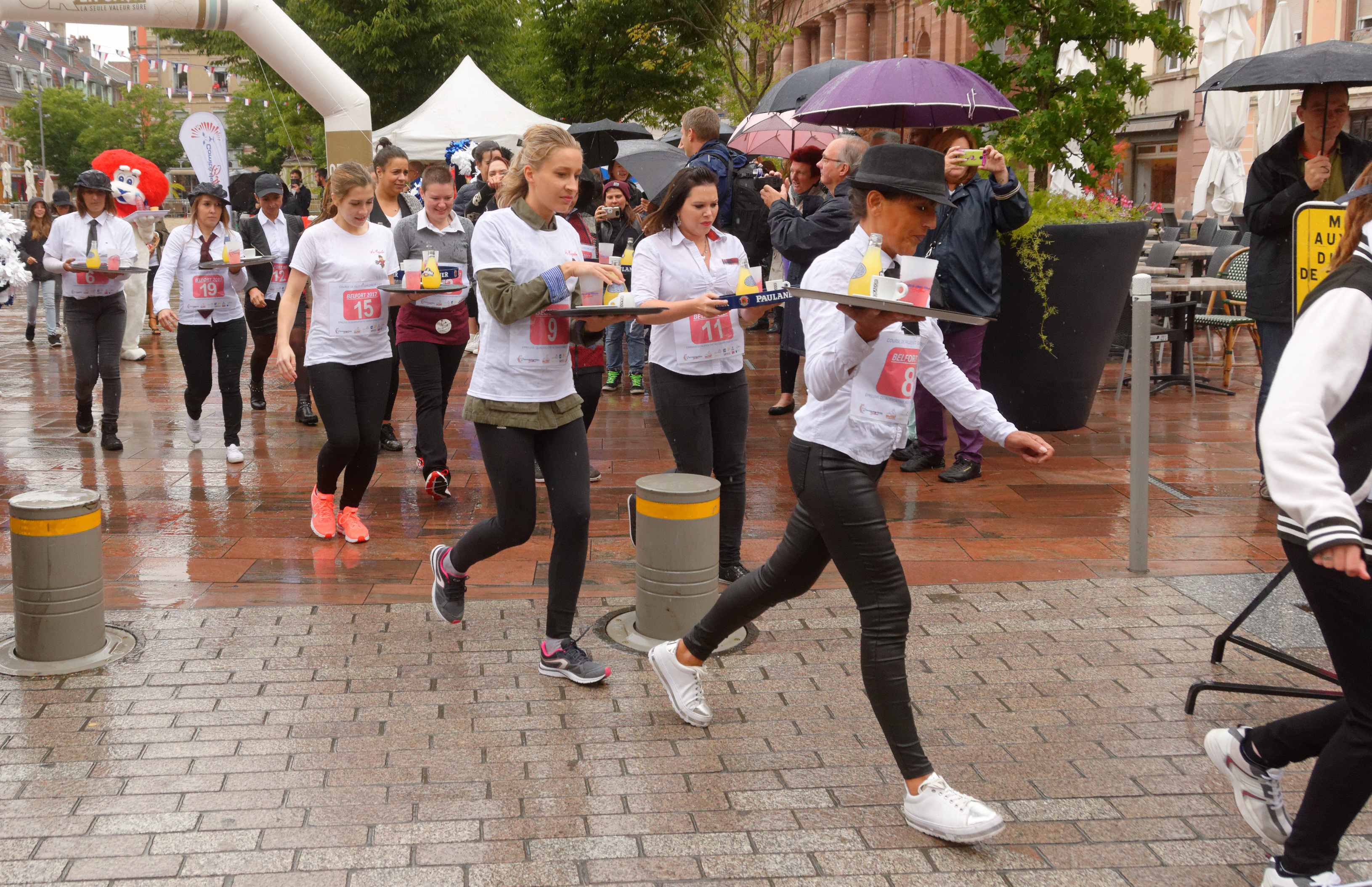
Kellner- und Kellnerinnenlauf, in Belfort in Frankreich, am 2. September 2017

Der Kellnerlauf ist ein Wettkampf von Cafékellnern und ‑kellnerinnen. Der Lauf stellt ihre Schnelligkeit und ihren Gleichgewichtssinn auf die Probe. Die Teilnehmer laufen mit einem Tablett, auf dem sich Gläser und eine gefüllte Flasche befinden, die bis zum Zieleinlauf auf dem Tablett bleiben müssen.

## Geschichte
Die ersten Läufe fanden ab 1920 in Paris statt, um das Ansehen der Kellner dort zu verbessern. Oft fanden sie am 14. Juli statt, dem französischen Nationalfeiertag.
Heute findet man solche Läufe in mehr als 53 Staaten. Beispiele sind Hong Kong, Washington, D.C, Brüssel, oder Jerusalem. In Japan werden die Kellner einen ganzen Tag geehrt, und nehmen an diesem Tag an verschiedenen Veranstaltungen teil. Im Jahr 2024 fand erneut ein solcher Lauf in Paris statt, nachdem er für mehr als 10 Jahre dort nicht stattgefunden hatte.
Eine Webseite führt 724 solcher Läufe weltweit auf.

## Konzept
Die Läufer müssen eine vorgegebene Strecke in möglichst kurzer Zeit zurücklegen. Dabei müssen sie darauf achten, dass die Gegenstände auf dem Tablett intakt bleiben.
Weitere Regeln wurden nachträglich hinzugefügt. Ursprünglich schien es verboten gewesen zu sein, zu rennen. Die Teilnahme stand nur professionellen Kellnern und Kellnerinnen offen. Diese mussten sich unter gleichen Konditionen messen, wie sie normalerweise servierten. Das heißt, sie durften schnell gehen, jedoch nicht rennen.
Heutzutage gibt es verschiedene Wettbewerbe; manche von ihnen erlauben es, zu rennen, andere sind als Staffellauf organisiert, wo das Tablett an eine weitere Person des Teams übergeben werden muss.